# Гургач-Радко Людмила Степанівна
Людмила Степанівна Гургач-Радко (нар. 6 березня 1973, м. Чортків, Тернопільська область) — українська майстриня народних промислів художнього бісероплетіння.

## Життєпис
Людмила Гургач-Радко народилася 6 березня 1973 року в місті Чорткові Тернопільської області України. Походить з роду прізвища Бик українців вихідців з Теребовлянщини, і прізвища Радко лемків вихідців з Краківського воєводства.
Навчалася в Чортківській середній школі № 7 (1990), де брала активну участь у всіх шкільних заходах, займалася спортом у спортивні школі (по даний час). У 1989 р. зробила свій перший виріб із бісеру за схемою з журналу «Піонерія», яка стала основою у подальшій роботі з бісером.
Закінчила Запорізьке медичне училище № 1. Працює фельдшером-лаборантом екстреної служби Чортківської центральної міської лікарні (від 1993). Є незмінною учасницею аматорського народного хору «Галичина» медичних працівників закладу (від 1996); організувала поїздку даного хору на міжнародний конкурс у Чорногорію (2018).

## Творчість
Учасниця багатьох регіональних, обласних, і всеукраїнських фестивалів. Роботи експонуються в різних країнах світу: Канада, США, Австралія, Італія, Іспанія, Німеччина, Польща, а також в приватних колекціях чоловічих краваток.
Проводила майстер-класи з бісероплетіння для дітей в музеях, школах, у медичному коледжі, на виставках. Персональні виставки в Чорткові та Тернополі.
Цікавиться східною культурою і танцями, вивчає схожість узорів і традицій української і східної культури. Допомагає дітям з інвалідністю опанувати мистецтво бісероплетіння. Особисто виготовила герасівку (вишита краватка) для третього президента України Віктора Ющенка.

## Відзнаки
- Диплом районного конкурсу «Людина року» в галузі культури (2013);
- Майстер народних промислів художнього бісероплетіння;
- Переможець обласних спартакіад по бігу серед медичних закладів і профспілок.